# Ophioglossella chrysostoma
Ophioglossella chrysostoma là một loài thực vật có hoa trong họ Lan. Loài này được Schuit. & Ormerod mô tả khoa học đầu tiên năm 1998.